# Докозагексаеновая кислота
Докозагексаеновая кислота (ДГК), англ. docosahexaenoic acid (DHA), или цервоновая кислота — незаменимая полиненасыщенная жирная кислота класса Омега-3. Входит в состав липидов большинства тканей животных. Большое количество ДГК содержится в рыбных жирах лосося и атлантической сельди, зоопланктоне, морских моллюсках, микроводорослях.
Суточные нормы потребления ДГК и ЭПК не установлены FDA. В России установлены лишь общие рекомендуемые нормы для Омега-3 и Омега-6 ПНЖК.

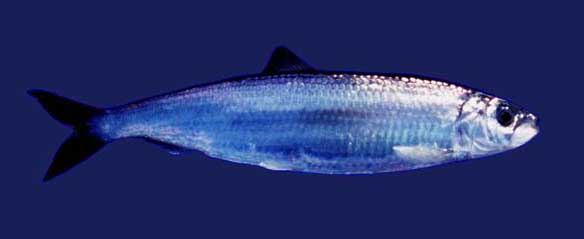
Атлантическая сельдь

## Свойства
Докозагексаеновая кислота, наряду с эйкозапентаеновой кислотой (ЭПК), относится к наиболее ценным для здоровья человека полиненасыщенным жирным кислотам Омега-3. ДГК практически отсутствует в растительных жирах (за исключением жиров, получаемых из микроскопических водорослей), но содержится в животных жирах, особенно много её в жире морских рыб. ДГК не только предотвращает накопление жира в организме, но и важна для формирования мозга и зрения ребёнка, полезна для мозгового кровообращения. В период активного роста мозга плода и младенца — в третьем триместре беременности и в период грудного вскармливания — ДГК является условно незаменимой жирной кислотой для ребёнка и должна поступать в адекватном количестве через плаценту и с грудным молоком матери, что возможно лишь при наличии её достаточных запасов в организме беременной и кормящей женщины. По рекомендации Продовольственной и сельскохозяйственной организации Объединенных Наций женщины должны потреблять не менее 200 мг в день ДГК в период беременности и лактации. 
ДГК — один из главных компонентов комплексных липидов. ДГК наряду с ЭПК — пищевые компоненты долгожительства и нормального развития детей. Их дефицит обуславливает многие патологии и сокращение жизни в биологическом сообществе.
Как сообщают д-р Hve-Kveong Kim и коллеги (Сеульский национальный университет), добавление докозагексаеновой кислоты (ДГК) в концентрации 25-200 мкмоль/л предотвращало дифференцировку преадипоцитов в зрелые клетки. Кроме того, отмечалось дозозависимое подавление последующего накопления липидов внутри адипоцитов. Так, при добавлении ДГК в концентрации 200 мкмоль/л, уменьшались средний размер жировых капель и относительная площадь области отложения липидов — с 700 до 100 мкм и с 25 % до 10 %, соответственно. Наконец, ДГК вызывала апоптоз адипоцитов через 24 и 48 ч после назначения. «ДГК действует путём нарушения дифференцировки преадипоцитов, индукции апоптоза и делипидации адипоцитов; благодаря этим механизмам, она (ДГК) может регулировать содержание жировой ткани в организме», заключают корейские исследователи.